# Margueray
Margueray – miejscowość i gmina we Francji, w regionie Normandia, w departamencie Manche.
Według danych na rok 1990 gminę zamieszkiwało 130 osób, a gęstość zaludnienia wynosiła 28 osób/km² (wśród 1815 gmin Dolnej Normandii Margueray plasuje się na 756. miejscu pod względem liczby ludności, natomiast pod względem powierzchni na miejscu 914.).